# Epsilon Euskadi ee1
La Epsilon Euskadi ee1 è una vettura sport-prototipo da competizione categoria LMP1 progettata e realizzata dalla Epsilon Euskadi in base ai regolamenti ACO, per gareggiare nella 24 Ore di Le Mans e nel campionato Le Mans Series. 

## Storia
L'Epsilon Euskadi ee1 ha fatto il suo debutto agonistico alla 1000 km di Catalunya 2008. La Epsilon Euskadi ha partecipato con una sola vettura la numero #20 guidata da Ángel Burgueno e Miguel Ángel de Castro. In gara è riuscito a finire solo al 32º posto, dopo aver completato solo 167 giri nella gara di casa. Con la vettura la scuderia Euskadi ha raccolto solo due punti nei cinque round della stagione dalla 1000 km di Spa del 2008 quando si è classificata undicesima assoluta e settima di classe completando 133 giri.

### Le Mans
Per la 24 Ore di Le Mans 2008 la Epsilon Euskadi ha iscritto due vetture per la gara, la vettura numero #20 guidata da Ángel Burgueno, Miguel Ángel de Castro e Adrián Vallés e la vettura numero #21 guidata da Shinji Nakano, Stefan Johansson e Jean-Marc Gounon. Nelle qualifiche la vettura #21 si è qualificata 15ª e la vettura #20 si è qualificata 17ª. In gara entrambe le vetture hanno avuto problemi meccanici e si sono dovute ritirare. La vettura #21 è stata la prima delle due a ritirarsi dopo aver completato 158 giri, per poi seguire la vettura #20 si è ritirata dopo aver completato 189 giri.